# Carbonized
I Carbonized furono un gruppo musicale svedese grindcore psichedelico tra la seconda metà degli anni ottanta e l'inizio dei novanta. Essa era formata da futuri membri dei Therion: Piotr Wawrzeniuk, Lars Rosenberg, e l'ultimo arrivato (solo due settimane prima della registrazione del loro primo album) Christofer Johnsson.

## Discografia
Album in studio
- 1989 - Au-To-Dafe
- 1990 - Recarbonized
- 1991 - For The Security
- 1993 - Disharmonization
- 1996 - Screaming Machines

EP
- 1990 - No Canonization